# Hrvoje Lukatela
Hrvoje Lukatela est un ingénieur croato-canadien, connu pour le calcul par modélisation informatique du « Point Nemo », nom commun du pôle maritime d'inaccessibilité, en 1992.

## Biographie
Hrvoje Lukatela est né en Croatie (Yougoslavie). Après ses études scolaires, il entre à la faculté de géodésie de l'Université de Zagreb, dont il ressort diplômé en génie géodésique en 1971.
Il travaille tout d'abord chez IBM à Zagreb, où il a fourni des prestations de conception de systèmes pour les clients de l'entreprise, principalement dans le domaine de la programmation scientifique et des systèmes.
En 1973, Lukatela déménage au Canada, où il travaille pour plusieurs sociétés d'ingénierie dans les domaines des études, de la gestion de projet et de projets informatiques techniques. Un de ses projets le conduit au développement d'une bibliothèque informatique d'ajustement automatique du contrôle géodésique horizontal pour le ministère des Richesses naturelles de l'Ontario.
Depuis 1980, il vit à Calgary. Il participe au projet de construction d'un pipeline en Alaska, en tant que responsable de la gestion assistée par ordinateur des systèmes de conception et de gestion de projet. Il y conçoit et applique une nouvelle méthode de géoréférencement et de traitement de grands volumes de données liées à la localisation.
En 1991, Hrvoje Lukatela et John Russell créent la société conceptrice de librairies informatiques « Geodyssey Limited ».
Lukatela est membre de l'Ontario Professional Engineers Association et de l'Association canadienne de cartographie. Il a publié de nombreux articles sur la géodésie informatique et les bases de données spatiales.

## Point Nemo
En 1992, Hrvoje Lukatela, à l'aide d'une simulation informatique, calcule l'emplacement du pôle maritime d'inaccessibilité couramment appelé « Point Nemo » : nom donné en référence au héros de Jules Verne, le capitaine Nemo qui a décidé de se distancier de l'humanité. Ce point est situé dans le Pacifique Sud 48° 52′ 32″ S, 123° 23′ 33″ O.
Les terres les plus proches du Point Nemo sont l'île Ducie et l'île Motu Nui, toutes deux situées à 2 688 km. L'endroit habité le plus proche est l'île de Pâques, à 1 km au nord-est de Motu Nui.
Un fait intéressant est que l'orbite de la Station spatiale internationale peut passer au-dessus du Point Nemo, car son inclinaison est supérieure à la latitude du Point Nemo. Ainsi, de temps en temps, la station spatiale devient le lieu habité le plus proche du Point Nemo à une distance de 400 km, mais dans l'espace.